# 暗天體照相機

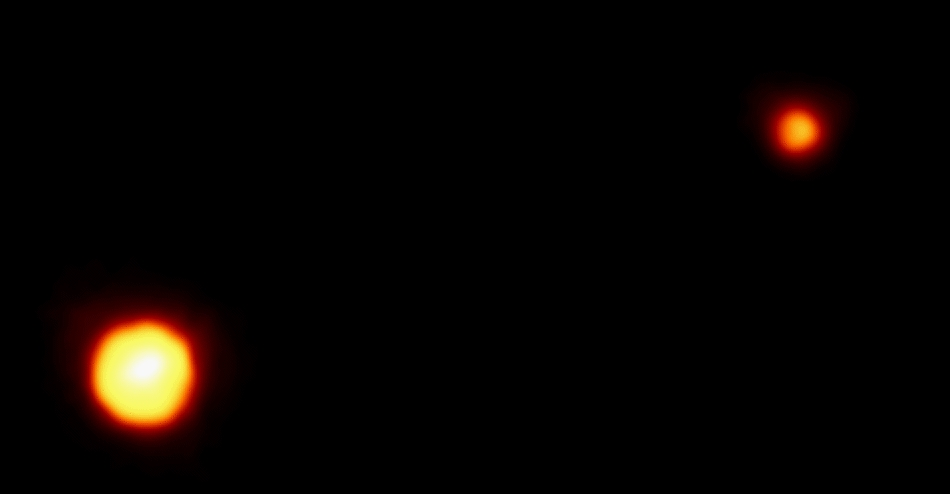
暗天體照相機拍攝的冥王星和他的衛星凱倫。

暗天體照相機（FOC）是安裝在哈伯太空望遠鏡上的照相機，在2002年才被先進巡天照相機（ACS）取代。 
這架照相機是以歐洲太空總署（ESA）的資金由Dornier GmbH製造的。這個單位實際上是能提供極高解析力，超過0.05 弧秒，的二架完全獨立的照相機。他是設計來觀測非常暗的紫外線天體，觀測的波段被規劃在115至650奈米。超級精細
在設計上，照相機的解析度分為低、中、高三級，每一級的視野和解析力如下： :
|                | 角解析度    | 視野     |
| -------------- | ----------- | -------- |
| 低解析（f/48） | 0.043 弧秒  | 22 弧秒  |
| 中解析 (f/96)  | 0.022 弧秒  | 11 弧秒  |
| 高解析 (f/288) | 0.0072 弧秒 | 3.6 弧秒 |